# Kakrialansuo
Kakrialansuo este o arie protejată (arie specială de conservare — SAC, sit de importanță comunitară — SCI) din Finlanda întinsă pe o suprafață de 140 ha, integral pe uscat.

## Localizare
Centrul sitului Kakrialansuo este situat la coordonatele 61°51′47″N 26°53′14″E / 61.8631°N 26.8872°E.

## Înființare
Situl Kakrialansuo a fost declarat sit de importanță comunitară în august 1998 pentru a proteja un număr necunoscut de specii din flora spontană și fauna sălbatică aflate în arealul zonei. Situl a fost protejat și ca arie specială de conservare în aprilie 2015.

## Biodiversitate
Situată în ecoregiunea boreală, aria protejată conține 3 habitate naturale: Lacuri și iazuri distrofice naturale, Turbării active, Mlaștini împădurite.
La baza desemnării sitului se află un număr nedeclarat de specii protejate.